# Апатити
Апатити (на руски: Апатиты) е град в Русия, разположен в градски окръг Апатити, Мурманска област. Населението на града към 1 януари 2018 година е 55 713 души.